# Marinha Otomana
A Marinha Otomana (em turco: Osmanlı Donanması ou Donanma-yı Humâyûn) foi a força naval do Império Otomano desde o século XIV até sua dissolução em 1923. Ela foi estabelecida em 1323 quando os otomanos expandiram-se para o mar com a captura da cidade de Karamürsel, que acabou se tornando o local do primeiro estaleiro otomano e o núcleo da marinha. Ela se envolveu em vários conflitos no decorrer de seus séculos de história, incluindo as Guerras Bizantino-Otomanas, Guerras Otomano–Venezianas, Guerras dos Bálcãs e Primeira Guerra Mundial. Em seu auge no século XVI, a Marinha Otomana chegou a expandir-se para o Oceano Índico e enviar uma expedição para a Indonésia.